# Gentse Roei- en Sportvereniging

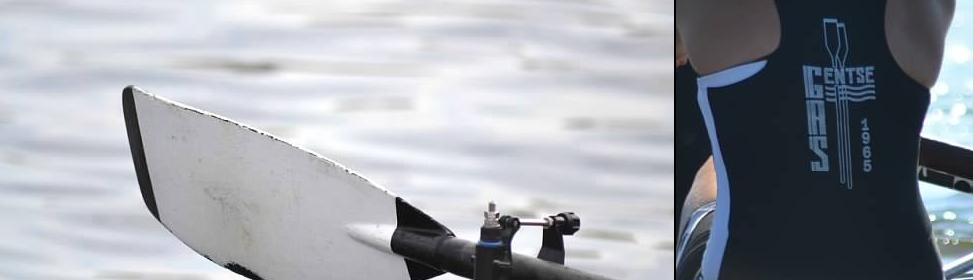
Clubkleuren GRS

De Gentse Roei- en Sportvereniging (GRS) is een roeivereniging uit Gent. De vereniging werd gesticht in 1965 en brengt sinds 1985 zijn boten te water aan de Gentse Vissersdijk, een zijarm van de Leie die uitgeeft op de Watersportbaan. De vereniging ligt aan de rand van het recreatiegebied Blaarmeersen, tussen de Topsporthal Vlaanderen, Wielerbaan Eddy Merckx en het Huis van de Sport.

## Belgische titels tot 2014
| Jaartal | Aantal | Belgische titels |
| ------- | ------ | --- |
| 2000    | 8      | JM1X: Alexandre De Meyer JM2X: Alexandre De Meyer - Christophe Raes JM4X: Kristof Dekeyser - Kim Van Renterghem - Alexandre De Meyer - Christophe Raes JW4X: Lieselot De Wispelaere - De Reu Lore - Eveline Raes - Evelyne Dekeyser M2X: Johan De Fauw - Sandro D’ Agostino LW1X: Evelyne Dekeyser LW2X: Lore De Reu - Evelyne Dekeyser LW4X: Lieselot De Wispelaere - Lore De Reu - Rozemarijn Van Hoe - Evelyne Dekeyser |
| 2001    | 6      | M1X: Kim Van Renterghem LW2X: Lore De Reu - Evelyne Dekeyser M2X: Christophe Raes - Kim Van Renterghem JW4X: Lieselot De Wispelaere - Katrijn Van Renterghem - Katrien De Reu - Eveline Raes LW4X: Rozemarijn Van Hoe - Annemarie De Wispelaere - Lore De Reu - Evelyne Dekeyser LM8+: Kristof Dekeyser - Alexandre De Meyer - Steve Christiaansen - Benjamin Vereecke - Mike Van Caneghem - Mike Galet - Wim Deblock - Christophe Raes - Stuurvrouw: Fanny Van Cleven |
| 2002    | 6      | LM1X: Kristof Dekeyser M1X: Kim Van Renterghem W2X: Lore De Reu - Evelyne Dekeyser W4X: Eveline Raes - Annick De Decker - Katrien De Reu - Sandy Van Belleghem M2X: Johan De Fauw - Wim Deblock M4X: Johan De Fauw - Christophe Raes - Wim Deblock - Kim Van Renterghem |
| 2003    | 5      | LW1X: Lieselot De Wispelaere LW2X: Lore De Reu - Evelyne Dekeyser LW2-: Lore De Reu - Evelyne Dekeyser LW4X: Annemarie De Wispelaere - Roxanne Vlerick - Lore De Reu - Evelyne Dekeyser W4X: Eveline Raes - Annick De Decker - Sandy Van Belleghem - Katrien De Reu |
| 2004    | 11     | JM1X: Hannes De Reu LW1X: Evelyne Dekeyser W1X: Annick De Decker JM2X: Pieter Verpoest - Hannes De Reu LW2X: Lore De Reu - Evelyne Dekeyser W2X: Annick De Decker - Katrien De Reu JM4X: Pieter Verpoest - Hannes De Reu - Sven Vermeulen - Arthur Van Camp LW4X: Lieselot De Wispelaere - Roxanne Vlerick - Lore De Reu - Evelyne Dekeyser W4X: Eveline Raes - Annick De Decker - Sandy Van Belleghem - Katrien De Reu W4-: Eveline Raes - Annick De Decker - Sandy Van Belleghem - Katrien De Reu M4+: Kristof Dekeyser - Christophe Raes - Wim Lalloo - Wim Deblock - stuurman Kenneth De Vlieger |
| 2005    | 10     | W1X: Annick De Decker W2X: Annick De Decker - Katrien De Reu M2-: Kristof Dekeyser - Wim Laloo LW4-: Lieselot De Wispelaere - Roxanne Vlerick - Lore De Reu - Evelyne Dekeyser LW4X: Eveline Raes - Annick De Decker - Machteld Laureyns - Katrien De Reu M4X: Christophe Raes - Kristof Dekeyser - Hannes De Reu - Bart Poelvoorde W4-: Eveline Raes - Annick De Decker - Sandy Van Belleghem - Katrien De Reu M4+: Christophe Raes - Pieter Verpoest - Bart Poelvoorde - Wim Deblock - stuurman Kenneth De Vlieger W8+: Lore De Reu - Lieselot De Wispelaere - Machteld Laureyns - Sandy Van Belleghem - Annick De Decker - Katrien De Reu - Eveline Raes - Evelyne Dekeyser - stuurvrouw: Fanny Van Cleven M8+: Christophe Raes - Kristof Dekeyser - Wim Laloo - Hannes De Reu - Pieter Verpoest - Bart Poelvoorde - Wim Deblock - Arthur Van Camp - stuurman: Kenneth De Vlieger |
| 2006    | 10     | M1X: Christophe Raes M2X: Christophe Raes - Bart Poelvoorde M2+: Hannes De Reu - Bart Poelvoorde - stuurman: Stijn Quiquempoix W4X: Eveline Raes - Annick De Decker - Machteld Laureyns - Katrien De Reu M4X: Christophe Raes - Kristof Dekeyser- Hannes De Reu - Bart Poelvoorde W4-: Eveline Raes - Annick De Decker - Machteld Laureyns - Katrien De Reu M4+: Christophe Raes - Frank Mangelschots - Bart Poelvoorde - Hannes De Reu - stuurman: Stijn Quiquempoix JM8+: Arthur Van Camp - Gilles Debrock - Nikolaas Zeghers - Harold Tubex - Kenneth De Vlieger - Simon Lerno - Klaas Van Eyghen - Gilles Verhaert - stuurman: Stijn Quiquempoix W8+: Lore De Reu - Clio Griffioen - Lieselot De Wispelaere - Machteld Laureyns - Annick De Decker - Katrien De Reu - Eveline Raes - Evelyne Dekeyser - stuurvrouw: Fanny Van Cleven M8+: Christophe Raes - Kristof Dekeyser - Frank Mangelschots- Hannes De Reu - Pieter Verpoest - Bart Poelvoorde - Wim Deblock - Gilles Debrock - stuurman: Christophe Aelman |
| 2007    | 10     | W1X: Annick De Decker W2X: Annick De Decker - Katrien De Reu M2X: Christophe Raes - Bart Poelvoorde M2+: Wim Deblock- Ben Herteleer - stuurvrouw: Fanny Van Cleven JM4X: Harold Tubex - Nicolaas Zeghers - Hannes Zeghers - Gilles Verhaert M4X: Christophe Raes - Kristof Dekeyser- Bart Poelvoorde - Nicolaas Zeghers JM4-: Arthur Van Camp - Harold Tubex - Gilles Verhaert - Nikolaas Zeghers W4-: Eveline Raes - Annick De Decker - Machteld Laureyns - Katrien De Reu M4-: Christophe Raes - Kristof Dekeyser- Hannes De Reu - Bart Poelvoorde M4+: Pieter Verpoest - Gilles Debrock - Ben Herteleer - Wim Deblock - stuurman: Tarquin Verhaert |
| 2008    | 13     | JW2X: Debora Verbelen - Machteld Laureyns JM2X: Harold Tubex - Nicolaas Zeghers W1X: Annick De Decker W2X: Annick De Decker - Katrien De Reu M2X: Christophe Raes - Hannes De Reu JW4X: Laurence Renard - Karen De Clercq - Debora Verbelen - Machteld Laureyns JM4X: Nikolaas Zeghers - Reinout Laureyns - Harold Tubex - Hannes Zeghers W4X: Eveline Raes- Tatiana Crombeen - Katrien De Reu - Annick De Decker M4X: Hannes De Reu - Kristof Dekeyser - Bart Poelvoorde - Christoph Raes JW4-: Laurence Renard - Karen De Clercq - Debora Verbelen - Machteld Laureyns W4-: Eveline Raes- Tatiana Crombeen - Katrien De Reu - Annick De Decker M4+: Hannes De Reu - Gilles Debrock - Bart Poelvoorde - Christoph Raes - stuurman: Christoph Aelman M8+: Simon Lerno - Arthur Van Camp - Wim Deblock - Gilles Debrock - Hannes De Reu - Kristof Dekeyser - Bart Poelvoorde - Christophe Raes - stuurman: Christophe Aelman                                                                                           |
| 2009    | 12     | W1X: Annick De Decker W2X: Annick De Decker - Katrien De Reu M2-: Bart Poelvoorde - Hannes De Reu M2+: Wim Deblock - Gilles Debrock - stuurman: Bjorn Lösken W4X: Debora Verbelen - Tatiana Crombeen - Machteld Laureyns - Annick De Decker LM4X: Stijn Anthierens - Kenneth De Vlieger - Simon Lerno - Kristof Dekeyser M4X: Hannes De Reu - Kristof Dekeyser - Bart Poelvoorde - Christoph Raes W4-: Machteld Laureyns - Tatiana Crombeen - Katrien De Reu - Annick De Decker LM4-: Stijn Anthierens - Kenneth De Vlieger - Simon Lerno - Stijn Minne M4-: Hannes De Reu - Gilles Debrock - Bart Poelvoorde - Christoph Raes W8+: Lieselot De Wispelaere - Maud Plantinga - Karen De Clercq - Debora Verbelen - Tatiana Crombeen - Katrien De Reu - Annick De Decker - Machteld Laureyns - stuurvrouw: Evelyne Dekeyser M8+: Reinout Laureyns - Arthur Van Camp - Wim Deblock - Gilles Debrock - Hannes De Reu - Kristof Dekeyser - Bart Poelvoorde - Christophe Raes - stuurman: Christophe Aelman                 |
| 2010    | 10     | W1X: Annick De Decker W2X: Annick De Decker - Machteld Laureyns W2-: Tatiana Crombeen - Machteld Laureyns W4-: Tatiana Crombeen - Katrien De Reu - Machteld Laureyns - Debora Verbelen LM4X: Stijn Anthierens - Kenneth De Vlieger - Kristof Dekeyser - Mike Galet M4X: Hannes De Reu - Christoph Raes - Arthur Van Camp - Nikolaas Zeghers W4-: Tatiana Crombeen - Katrien De Reu - Machteld Laureyns - Debora Verbelen LM4-: Stijn Anthierens - Kenneth De Vlieger - Kristof Dekeyser - Mike Galet W8+: Karijn Cattrijsse - Monica Hrabankova - Lieselot De Wispelaere - Karen De Clercq - Debora Verbelen - Tatiana Crombeen - Katrien De Reu - Machteld Laureyns - stuurvrouw: Evelyne Dekeyser M8+: Frederick Tison - Arthur Van Camp - Wim Deblock - Gilles Debrock - Hannes De Reu - Kristof Dekeyser - Nikolaas Zeghers- Christophe Raes - stuurman: Christophe Aelman |
| 2011    | 8      | JM1X: Frederik Tison W1X: Annick De Decker W2X: Debora Verbelen - Annick De Decker W2-: Tatiana Crombeen - Machteld Laureyns W4X: Katrien De Reu - Machteld Laureyns - Annick De Decker - Debora Verbelen W4-: Katrien De Reu - Machteld Laureyns - Annick De Decker - Debora Verbelen M4+: Hannes De Reu - Arthur Van Camp - Wim Deblock - Gilles Debrock - stuurman: Christophe Aelman W8+: Jolien Cattrijsse - Monica Hrabankova - Lieselot De Wispelaere - Jolijn Vanhee - Debora Verbelen - Annick De Decker - Katrien De Reu - Machteld Laureyns - stuurvrouw: Jill Vercruyssen |
| 2012    | 6      | JW1X: Karijn Cattrijsse W1X: Annick De Decker W2X: Annick De Decker - Debora Verbelen W4-: Machteld Laureyns - Debora Verbelen - Annick De Decker - Jolijn Van Hee W4X: Machteld Laureyns - Debora Verbelen - Annick De Decker - Jolijn Van Hee W8+: Machteld Laureyns - Debora Verbelen - Annick De Decker - Katrien De Reu - Jolijn Van Hee - Jolien Cattrijsse - Karijn Cattrijsse - Tatiana Crombeen - stuurvrouw: Jill Vercruyssen |
| 2013    | 2      | W4X: Annick De Decker - Debora Verbelen - Karijn Catrijsse - Tatiana Crombeen W2X: Annick De Decker - Debora Verbelen |
| 2014    | 3      | W4X: Annick De Decker - Debora Verbelen - Machteld Laureyns - Tatiana Crombeen W4-: Annick De Decker - Debora Verbelen - Machteld Laureyns - Tatiana Crombeen LM4X: Kristof Dekeyser - Stijn Antierens - Jonas Deconinck - Xander Deweert |